# Школа № 17 (Тверь)
Школа № 17 (официальное название — «Муниципальное бюджетное общеобразовательное учреждение средняя общеобразовательная школа с углубленным изучением математики № 17») города Твери. Расположена в Заволжском районе по адресу Мусоргского улица, 5.

## История
Средняя общеобразовательная школа № 17 была открыта 1 сентября 1939 года.
С 1941 года по 1946 год в здании школы располагался госпиталь.
С 1947 года по 1952 год школа работала как средняя мужская школа № 17.
В 1952 году было принято решение на имеющейся базе открыть среднюю общеобразовательную школу № 17. В этот период времени шефами школы являлся НИИ-2.
В 1960-е годы в школе открываются математические классы.
В мае 1997 года решением коллегии Департамента образования Тверской области изменён вид общеобразовательного учреждения «Средняя общеобразовательная школа» на вид «Средняя общеобразовательная школа с углублённым изучением математики № 17».
В 2021 году в школе начала работу ТВ студия "Вектор" .
В 2024 году школе удалось попасть в топ-200 лучших школ России .

#### Школьный музей им.Алексея Севастьянова
Преподаватель краеведения, заведующий школьным музеем и руководитель туристического клуба «Непоседы»

(1992—2020) — Горевой Гарий Семёнович
.

## Руководство. Учителя. Выпускники

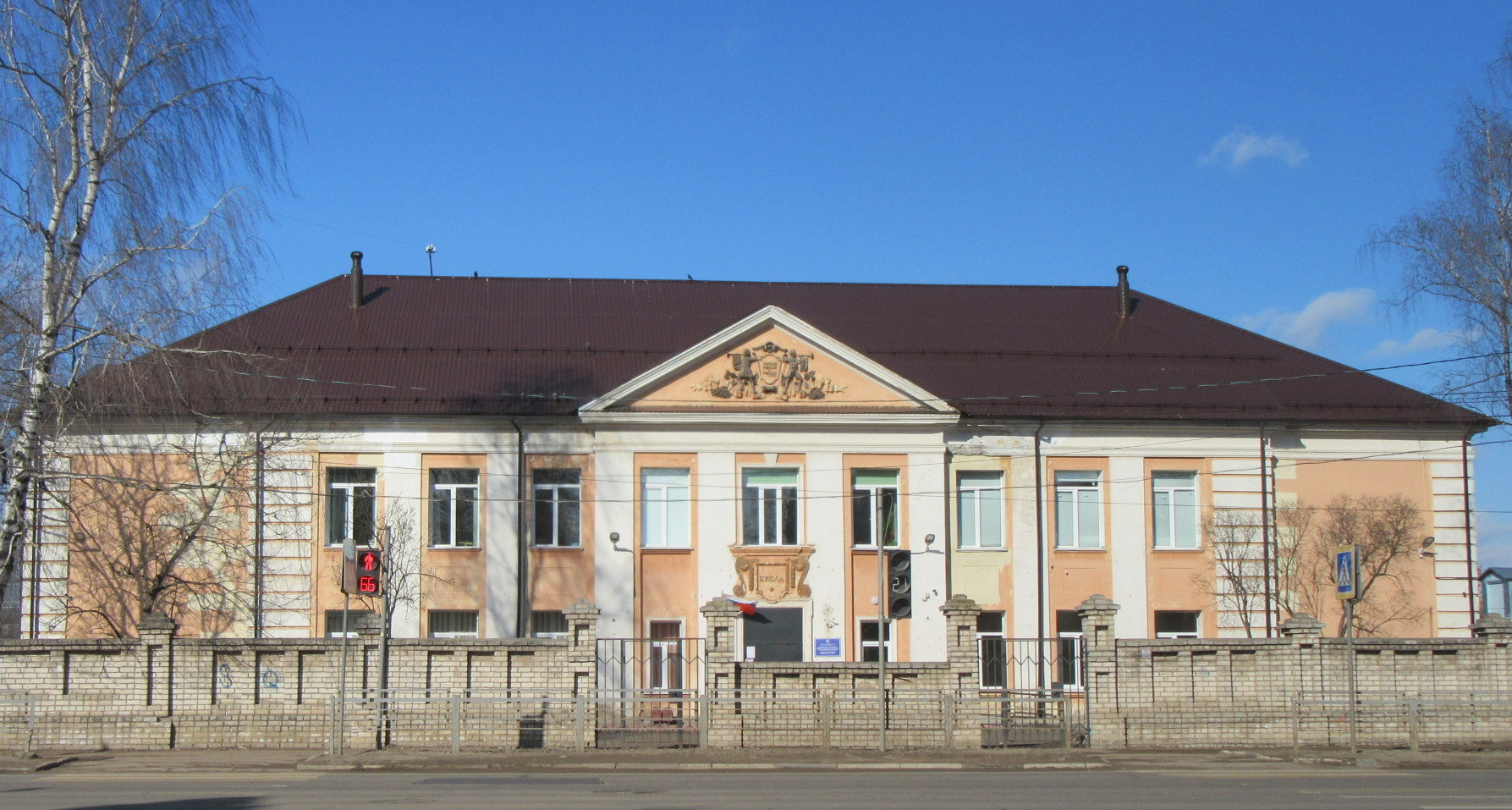
Здание начальных классов
17-й школы г. Твери

### Директора школы
| №  | ФИО                          | Годы работы в должности директора |
| -- | ---------------------------- | --------------------------------- |
| 1  | Дударев Онуфрий Иванович     | 1939—1941                         |
| 2  | Лапин Иван Алексеевич        | 1941—1947                         |
| 3  | Овчинников Иван Владимирович | 1947—1950                         |
| 4  | Филатов Николай Алексеевич   | 1950—1952                         |
| 5  | Смирнов Георгий Иванович     | 1952—1969                         |
| 6  | Желнина Валентина Николаевна | 1969—1973                         |
| 7  | Соловей Нина Яковлевна       | 1973—1982                         |
| 8  | Принципал Галина Петровна    | 1982—1986                         |
| 9  | Абакумова Валентина Павловна | 1986—1990                         |
| 10 | Ефимова Валентина Андреевна  | 1990—2013                         |
| 11 | Кучина Елена Анатольевна     | 2013 — 2022                       |
| 12 | Орлова Ирина Степановна      | 2022 — по наст. время             |

### Учителя, стоящие у истоков школы с углубленным изучением математики
- Мурзина Вера Ивановна
- Сапожникова Зинаида Васильевна
- Герасимов Вячеслав Яковлевич (1935—1987) — отличник народного просвещения РСФСР[17][18][19].
- Соловьёв Давид Моисеевич (1920—2003) — заслуженный учитель школы РСФСР
- Ольшанский Борис Ильич (р. 1944) — заслуженный учитель Российской Федерации[20][21][22].

### Известные выпускники
- Бабушкина Татьяна Владимировна — кандидат филологических наук, доцент, зав. кафедрой русского языка с методикой начального обучения ТвГУ[23].
- Белодуров Георгий Николаевич (род. 1959) — протоиерей, настоятель Церкви вмч. Никиты, священник Церкви в честь Успения Пресвятой Богородицы[24].
- Богданова Лидия Петровна — доктор географических наук, зав. кафедрой туризма и природопользования ТвГУ[25].
- Боярский Владимир Ефимович (род. 1947) — заслуженный деятель искусств РФ, лауреат Государственной премии (1997)[26].
- Васильев Константин Константинович (род. 1948) — доктор технических наук, профессор, заслуженный деятель науки и техники РФ[27].
- Глушков Сергей Владленович (род. 1947) — кандидат филологических наук, доцент ТвГУ, член Союза журналистов России, почетный работник культуры и искусства Тверской области, сопредседатель Тверского отделения «Мемориал»[28][29][30].
- Ершов Владимир Александрович (1943—2002) — заслуженный работник культуры РФ, организатор Всесоюзного кинофестиваля киноактёров «Созвездие» (1989,1990,1993)[31][32].
- Корсаков Сергей Николаевич (род. 1973) — доктор философских наук, ведущий научный сотрудник ИФ РАН[33].
- Лавриков Вячеслав Георгиевич (1940—2022) — кандидат медицинских наук, доцент, заслуженный врач РФ[34].
- Лебедев Олег Станиславович (род. 1964) — глава города Твери (2003—2008).
- Мамцис Эдуард Моисеевич (1941—2019) — врач-уролог, член союза писателей России[35].
- Мишина, Елена Дмитриевна — доктор физико-математических наук, профессор, заведующая лабораторией «Фемтосекундная оптика для нанотехнологий» кафедры наноэлектроники РТУ-МИРЭА[36].
- Павлов Евгений Валерьевич (род. 1972) — многократный чемпион России по автоспорту, президент джип-клуба "Лебёдушка" [37][38].
- Поповкин Владимир Александрович (1957—2014) — генерал армии, заместитель министра обороны РФ, руководитель Роскосмоса.
- Разников Валерий Владиславович (род. 1943) — доктор физико-математических наук, профессор, заведующий Лабораторией масс-спектрометрии Института энергетических проблем химической физики имени В. Л. Тальрозе РАН, филиал в Черноголовке[39][40].
- Разникова Марина Олеговна — кандидат физико-математических наук, старший научный сотрудник теоретического отдела ИПХФ РАН[41][42].
- Турлаков Александр Петрович (р. 1963) — кандидат технических наук, первый заместитель директора ФГУП "НИИИТ[43][44].
- Шалунов Станислав Е.[англ.] (р. 1973) — сооснователь Open Garden, Inc[англ.], создатель протокола LEDBAT, разработчик мессенджера FireChat[45][46][47].

## Учебная деятельность
Результаты учебы можно видеть в электронном журнале школы

## Попечительский совет
В 2013 года силами родителей и выпускников школы создана Тверская городская общественная организация «Попечительский совет содействия развитию МОУ СОШ с углубленным изучением математики № 17».